# Diminutiv
|  | Wiktionary har en ordboksartikel om diminutiv. |

Ett diminutiv, en förminskningsform, är en ordbildning för att beskriva litenhet, oftast med hjälp av ett suffix som är egenartat för språket. Formen används ofta för att uttrycka en känsla för subjektet snarare än egentlig litenhet. Motsatsen till diminutiv är augmentativ. Diminutiv används på många språk, inklusive svenska, även för att uttrycka närhet, förtrolighet och intimitet.

## Indoeuropeiska språk

### Germanska språk

#### Svenska
Svenskan har till skillnad från många andra indoeuropeiska språk ingen helt levande diminutivändelse för ord som normalt kan användas, i stället används oftast konkreta förleder som lill-, små- och pytte-. Dock finns en äldre vanligt förekommande diminutivändelse -ing/-ling som används alltjämt i många ord som har stelnat i den formen (s.k. språklig relikt) till exempel älskling, yngling, fossing, kärring, tuting, strömming, äsping, älling, öring, bränning och gässling. Geting är diminutiv av get och betyder således ”liten get”. Även modernare nybildningar med -ing förekommer, som kalling för kalsonger.
Slangordsändelsen -is kan ibland ha en diminutiv funktion (dagskola/dagis, kompanjon/kompis).

#### Tyska
I tyskan används diminutivsuffixen –chen och –lein, som ofta också leder till att huvudordet får omljud. I Bayern och Österrike motsvaras detta av -(e)l eller -(e)rl. I Schweiz även -li.
Exempel: Brötchen (fralla, av Brot, bröd). Glaserl  (litet glas, av högtyska Glas).

#### Nederländska
Nederländskan är ett språk där diminutiv används mycket ofta. Inte bara substantiv utan även adverb och predikativa adjektiv kan få diminutivsuffix i nederländskan: –je för substantiv (med morfologiska varianter som –(e)tje, –kje och –pje) samt –jes för adverb och adjektiv (med motsvarande morfologiska varianter). Till exempel: boom ("träd") – boompje ("litet träd"); zacht ("sakta, mjuk") – zachtjes ("lagom sakta/mjukt").

#### Engelska
I engelskan används suffixet –let (starlet, booklet) -kins (catkins, munchkin) -ling(duckling)  -y(kitty, doggy)

### Romanska språk

#### Franska
I franskan används suffixen –in(e) och –et(te). Det senare har också tagits upp i vissa svenska ord, till exempel stövlett.

#### Spanska
I spanskan används bland andra suffixen –ito och –ita, till exempel poco – poquito

#### Italienska
I italienskan bland andra suffixen –etto, –etta, till exempel piazza – piazzetta samt "-ino" och "-ina", till exempel i "sorella" - "sorellina"

#### Portugisiska
I portugisiskan används bland andra suffixen –inho och –inha, till exempel bola – bolinha

#### Latin
I latinet används  bland annat "-ulus", som i "ursulus" med betydelsen "liten björn". Latinska diminutivsuffix är bland andra -lus (-la, -lum), -ulus (-ula, -ulum), -olus (-ola, -olum), -ellus (-ella, -ellum), -illus (-illa, -illum), -cellus (-cella, -cellum) och -cillus (-cilla, -cillum). Vid förvenskning bortfaller genusänelsen, som i ampulla (liten flaska, femininum), ampull, bacillus (liten stav, maskulinum) bacill eller vacuolus (litet tomrum, maskulinum), vakuol.

### Slaviska språk
Även de slaviska språken är rika på diminutivbildningar. Ett exempel är ryskans rutjka (liten hand), bildat med suffixet –k(a) av ruka. Men rutjka har därtill genom lexikalisering fått en icke-diminutiv betydelse: handtag. 
Ett annat exempel från bosniskas, kroatiskas och serbiskas ptica (fågel) som blir ptičica (liten fågel); stol (bord) blir stolić (litet bord).
I polskan förekommer också diminutiv. Ett exempel är drzewo (träd) som blir drzewko (litet träd). Detsamma sker med namn: personnamnet Julia blir Juleczka (lilla Julia).

### Iranska språk

#### Persiska
I persiskan används diminutivsuffixen –ak och –che.
Exempel: Bâghche (liten trädgård, av Bâgh, trädgård).
Kurdiska
I kurdiskan används diminutivsuffixen -oke och -yoke
Exempel: Ruvar (flod) , Ruvaroke (liten flod)

## Uraliska språk

### Estniska
I estniskan används -ke(ne) betecknar grundordet i förminskad form och har en biton av smeksamhet. T. ex emake "lilla mamma", lillekene "lilla blomma".

### Ungerska
I ungerskan används –(cs)ka, –(cs)ke som diminutivsuffix.

### Finska
I finskan används diminutivsuffixet –nen.

### Samiska språk
I sydsamiskan används diminutivsuffixet –tje.